# 798-as busz
A 798-as számú elővárosi autóbusz Budapest, Kelenföld vasútállomás és Perbál, autóbusz-forduló között közlekedik. A járatot a MÁV Személyszállítási Zrt. üzemelteti.

## Története
A járat 2018. december 9-én indult egyes 799-es buszok kiváltására.

## Megállóhelyei
Az átszállási kapcsolatok között az azonos útvonalon közlekedő 799-es busz nincsen feltüntetve.
| 0                             | Budapest, Kelenföld vasútállomás végállomás                         | 52 | 45 | 1, 19, 49 8E, 40, 40B, 40E, 53, 58, 87, 87A, 88, 88A, 101B, 101E, 108E, 141, 150, 150B, 153, 154, 172, 173, 187, 188, 188E, 250, 250B, 251, 251A, 251E, 272 689, 691, 710, 712, 715, 720, 722, 724, 725, 727, 732, 734, 735, 736, 760, 762, 763, 764, 767, 770, 774, 775, 778, 779 S10 G10 S12 S30 Z30 S34 S35 S36 S40 G40 Z40 S42 Z42 G43 G44 IC, EC, EN, sebesvonat, gyorsvonat, expresszvonat, |
| ∫                             | Budapest, Kelenföld vasútállomás (Őrmező) (csak leszállás céljából) | 43 | ∫  | 8E, 40, 40B, 40E, 53, 58, 87, 87A, 88, 88A, 101B, 101E, 108E, 141, 150, 150B, 153, 154, 172, 173, 187, 188, 188E, 250, 250B, 251, 251A, 251E, 272 764 S10 G10 S12 S30 Z30 S34 S35 S36 S40 G40 Z40 S42 Z42 G43 G44 IC, EC, EN, sebesvonat, gyorsvonat, expresszvonat, |
| ∫                             | Budapest, Sasadi út (csak leszállás céljából)                       | 42 | ∫  | 8E, 40, 40B, 40E, 53, 87, 88, 88A, 108E, 139, 140, 140A, 150, 153, 154, 172, 173, 187, 188, 188E, 240, 272 764 1172, 1173, 1174, 1175, 1176, 1177, 1183, 1184, 1185, 1188, 1189, 1190, 1193, 1194, 1201, 1205, 1212, 1215, 1216, 1229, 1251, 1253, 1254, 1257, 1268 |
| Budapest közigazgatási határa |                                                                     |    |    | |
| 37                            | Zsámbék, autóbusz-forduló                                           | 12 | 12 | 770, 774, 775, 777, 778, 783, 784, 785, 786, 787, 788, 789, 791, 795, 8423 1853 |
| 40                            | Zsámbék, Ady Endre utca                                             | 8  | 8  | 777, 783, 784, 785, 786, 787, 791 |
| 41                            | Zsámbék, Vasbolt                                                    | 7  | 7  | 778, 789, 795 |
| 42                            | Zsámbék, Új iskola                                                  | 6  | 6  | 778, 789, 795 |
| 43                            | Tök, Fő utca 100.                                                   | 5  | 5  | 778, 789, 795 |
| 44                            | Tök, Kútvölgy                                                       | 4  | 4  | 778, 789, 795 |
| 45                            | Tök, Temető                                                         | 3  | 3  | 778, 789, 795 |
| 46                            | Tök, Központi Major                                                 | 2  | 2  | 778, 789, 795 |
| 47                            | Tök, Körtvélyes                                                     | 1  | 1  | 778, 789, 795 |
| 48                            | Perbál, autóbusz-forduló végállomás                                 | 0  | 0  | 778, 794 |